# Ortho (plaats)
Ortho is een plaats en deelgemeente van de Belgische gemeente La Roche-en-Ardenne.
Ortho ligt in de provincie Luxemburg. Tot 1 januari 1977 was het een zelfstandige gemeente.

## Demografische ontwikkeling
- Bronnen:NIS, Opm:1831 tot en met 1970=volkstellingen, 1976= inwoneraantal op 31 december

Deelgemeenten: Beausaint · Halleux · Hives · La Roche-en-Ardenne · Ortho · Samrée

Overige dorpen en gehucht: Bérismenil · Buisson · Cielle · Floumont · Herlinval · Hubermont · Lavaux · Maboge · Mierchamps · Mousny · Nisramont · Ronchampays · Ronchamps · Roupage · Thimont · Vecmont · Warempage

Belgische gemeenten · Arrondissement Marche-en-Famenne · Luxemburg · Wallonië